# ピエール・アレシンスキー

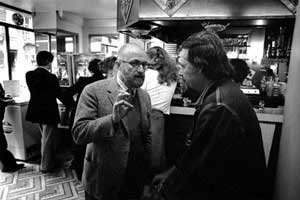
1965年のアレシンスキー

ピエール・アレシンスキー（Pierre Alechinsky、1927年10月19日 - ）は、ベルギーの画家。ベルギー現代美術を代表する作家の1人。書道に影響された筆さばき、抽象と具象のはざまともいわれる独特かつ大胆な作風等で知られる。

## 人物
ブリュッセル生まれ。1944年、ブリュッセルのラ・カンブル国立美術学校に入学。1947年、ブリュッセルで初個展（以後世界各地で個展や回顧展）。1948年にベルギー現代美術賞を受賞。1949年から1951年にかけ、前衛美術集団「コブラ」で活躍し、その精神を受け継ぐ。1955年に来日し、短編映画「日本の書」を撮影。前衛書道家の森田子龍らと交流するなど、日本書道等にも深く関わった。1960年と1972年には、ヴェネツィア・ビエンナーレに出品。1977年、アンドリュー・メロン賞受賞。1984年、フランス芸術・文学賞受賞。1994年、ブリュッセル自由大学名誉博士号取得。2018年、高松宮殿下記念世界文化賞受賞。

## 東京・大阪での大回顧展
2016年から2017年にかけて、日本・ベルギー国交関係樹立150年を記念し、Bunkamura（東京）および国立国際美術館（大阪）で、日本初となる大規模回顧展が開かれた。